# Matilde Salvador
Pour les articles homonymes, voir Salvador (homonymie).
Matilde Salvador, née à Castellón de la Plana le 23 mars 1918 et morte à Valence le 5 octobre 2007, est une compositrice espagnole, épouse du compositeur Vicente Asencio (1908-1979) et l'une des figures représentatives de la culture valencienne au XXe siècle.